# ويليام بيرد
ويليام بيرد (بالإنجليزية: William Byrd)‏ (و. 1543 – 1623 م) هو ملحن، وعازف أرغن، وموسيقي من مملكة إنجلترا، ولد في لنكولنشاير، يستخدم آلات أورغن، عن عمر يناهز 80 عاماً.

## روابط خارجية
- ويليام بيرد على موقع الموسوعة البريطانية (الإنجليزية)
- ويليام بيرد على موقع ميوزك برينز (الإنجليزية)
- ويليام بيرد على موقع إن إن دي بي (الإنجليزية)
- ويليام بيرد على موقع أول ميوزيك (الإنجليزية)
- ويليام بيرد على موقع ديسكوغز (الإنجليزية)